# Иехошуа бен Ханания
Иехо́шуа бен Ханания́ (Иехошу́а бен Ханания́, Йо́шуа бен Хананья́) (конец I — первая половина II веков) — танна третьего поколения, ученик ра́бби Иоханана бен Заккая, основной оппонент рабби Элиэзера бен Уркеноса.

## Биография
После 30 лет и до разрушения Иерусалимского храма римлянами участвовал на правах левита в храмовых песнопениях и хорошо изучил храмовую службу. Изучал Тору в бейт-мидраше Иоханана бен Заккая. 
Во время Первой иудейской войны взгляды Иехошуа бен Ханания были близки к позиции его учителя. Незадолго до разрушения Второго храма римлянами в 70 году, Иехошуа бен Ханания присоединился к Иоханану бен Заккай в Явне и участвовал в основании нового Синедриона (Санх. 17б). Иехошуа бен Ханания жил в Пкиине, где создал свой бейт-мидраш. Самым выдающимся из его учеников был рабби Акива.